# Slovenski športnik leta
Slovenski športnik leta, Slovenska športnica leta in slovenska športna ekipa leta so priznanja, ki so vsako leto podeljena na podlagi glasovanja članov Društva športnih novinarjev Slovenije za športne dosežke v preteklem koledarskem letu, od leta 1968. 

### Po letih
| Leto | Športnik leta | Športnik leta                  | Športnica leta | Športnica leta                    | Ekipa leta               | Ekipa leta                                                                                              |
| ---- | ------------- | ------------------------------ | -------------- | --------------------------------- | ------------------------ | --- |
| 1968 |               | Miro Cerar Gimnastika          |                | Marijana Lubej Atletika           | nagrade niso podeljevali | nagrade niso podeljevali                                                                                |
| 1969 |               | Ivo Daneu Košarka              |                | Nataša Urbančič Atletika          | nagrade niso podeljevali | nagrade niso podeljevali                                                                                |
| 1970 |               | Miro Cerar Gimnastika          |                | Nataša Urbančič Atletika          | nagrade niso podeljevali | nagrade niso podeljevali                                                                                |
| 1971 |               | Brane Oblak Nogomet            |                | Nataša Urbančič Atletika          | nagrade niso podeljevali | nagrade niso podeljevali                                                                                |
| 1972 |               | Danilo Pudgar Smučarski skoki  |                | Nataša Urbančič Atletika          | nagrade niso podeljevali | nagrade niso podeljevali                                                                                |
| 1973 |               | Vinko Jelovac Košarka          |                | Nataša Urbančič Atletika          | nagrade niso podeljevali | nagrade niso podeljevali                                                                                |
| 1974 |               | Vinko Jelovac Košarka          |                | Nataša Urbančič Atletika          | nagrade niso podeljevali | nagrade niso podeljevali                                                                                |
| 1975 |               | Bojan Križaj Alpsko smučanje   |                | Mima Jaušovec Tenis               | nagrade niso podeljevali | nagrade niso podeljevali                                                                                |
| 1976 |               | Borut Petrič Plavanje          |                | Mima Jaušovec Tenis               | nagrade niso podeljevali | nagrade niso podeljevali                                                                                |
| 1977 |               | Borut Petrič Plavanje          |                | Mima Jaušovec Tenis               | nagrade niso podeljevali | nagrade niso podeljevali                                                                                |
| 1978 |               | Borut Petrič Plavanje          |                | Ljuba Tkalčič Kegljanje           | nagrade niso podeljevali | nagrade niso podeljevali                                                                                |
| 1979 |               | Bojan Križaj Alpsko smučanje   |                | Breda Lorenci Atletika            | nagrade niso podeljevali | nagrade niso podeljevali                                                                                |
| 1980 |               | Bojan Križaj Alpsko smučanje   |                | Mima Jaušovec Tenis               | nagrade niso podeljevali | nagrade niso podeljevali                                                                                |
| 1981 |               | Borut Petrič Plavanje          |                | Bojana Dornig Alpsko smučanje     | nagrade niso podeljevali | nagrade niso podeljevali                                                                                |
| 1982 |               | Bojan Križaj Alpsko smučanje   |                | Andreja Leskovšek Alpsko smučanje | nagrade niso podeljevali | nagrade niso podeljevali                                                                                |
| 1983 |               | Borut Petrič Plavanje          |                | Lidija Lapajne Atletika           | nagrade niso podeljevali | nagrade niso podeljevali                                                                                |
| 1984 |               | Jure Franko Alpsko smučanje    |                | Mateja Svet Alpsko smučanje       | nagrade niso podeljevali | nagrade niso podeljevali                                                                                |
| 1985 |               | Rok Petrovič Alpsko smučanje   |                | Mateja Svet Alpsko smučanje       | nagrade niso podeljevali | nagrade niso podeljevali                                                                                |
| 1986 |               | Rok Petrovič Alpsko smučanje   |                | Mateja Svet Alpsko smučanje       | nagrade niso podeljevali | nagrade niso podeljevali                                                                                |
| 1987 |               | Bojan Križaj Alpsko smučanje   |                | Mateja Svet Alpsko smučanje       | nagrade niso podeljevali | nagrade niso podeljevali                                                                                |
| 1988 |               | Matjaž Debelak Smučarski skoki |                | Mateja Svet Alpsko smučanje       | nagrade niso podeljevali | nagrade niso podeljevali                                                                                |
| 1989 |               | Andrej Jelenc Kajak-kanu       |                | Mateja Svet Alpsko smučanje       | nagrade niso podeljevali | nagrade niso podeljevali                                                                                |
| 1990 |               | Tomo Česen Alpinizem           |                | Mateja Svet Alpsko smučanje       | nagrade niso podeljevali | nagrade niso podeljevali                                                                                |
| 1991 |               | Franci Petek Smučarski skoki   |                | Nataša Bokal Alpsko smučanje      | nagrade niso podeljevali | nagrade niso podeljevali                                                                                |
| 1992 |               | Rajmond Debevec Streljanje     |                | Marika Kardinar-Nagy Kegljanje    | nagrade niso podeljevali | nagrade niso podeljevali                                                                                |
| 1993 |               | Igor Majcen Plavanje           |                | Brigita Bukovec Atletika          | nagrade niso podeljevali | nagrade niso podeljevali                                                                                |
| 1994 |               | Jure Košir Alpsko smučanje     |                | Britta Bilač Atletika             | nagrade niso podeljevali | nagrade niso podeljevali                                                                                |
| 1995 |               | Iztok Čop Veslanje             |                | Brigita Bukovec Atletika          | nagrade niso podeljevali | nagrade niso podeljevali                                                                                |
| 1996 |               | Andraž Vehovar Kajak-kanu      |                | Brigita Bukovec Atletika          | nagrade niso podeljevali | nagrade niso podeljevali                                                                                |
| 1997 |               | Primož Peterka Smučarski skoki |                | Brigita Bukovec Atletika          | nagrade niso podeljevali | nagrade niso podeljevali                                                                                |
| 1998 |               | Primož Peterka Smučarski skoki |                | Brigita Bukovec Atletika          | nagrade niso podeljevali | nagrade niso podeljevali                                                                                |
| 1999 |               | Gregor Cankar Atletika         |                | Metka Sparavec Plavanje           | nagrade niso podeljevali | nagrade niso podeljevali                                                                                |
| 2000 |               | Rajmond Debevec Streljanje     |                | Špela Pretnar Alpsko smučanje     | nagrade niso podeljevali | nagrade niso podeljevali                                                                                |
| 2001 |               | Andrej Hauptman Kolesarstvo    |                | Alenka Bikar Atletika             | nagrade niso podeljevali | nagrade niso podeljevali                                                                                |
| 2002 |               | Aljaž Pegan Gimnastika         |                | Jolanda Čeplak Atletika           | nagrade niso podeljevali | nagrade niso podeljevali                                                                                |
| 2003 |               | Dejan Košir Deskanje na snegu  |                | Jolanda Čeplak Atletika           | nagrade niso podeljevali | nagrade niso podeljevali                                                                                |
| 2004 |               | Vasilij Žbogar Jadranje        |                | Jolanda Čeplak Atletika           | nagrade niso podeljevali | nagrade niso podeljevali                                                                                |
| 2005 |               | Mitja Petkovšek Gimnastika     |                | Tina Maze Alpsko smučanje         | nagrade niso podeljevali | nagrade niso podeljevali                                                                                |
| 2006 |               | Matic Osovnikar Atletika       |                | Petra Majdič Smučarski tek        |                          | Iztok Čop in Luka Špik Veslanje                                                                         |
| 2007 |               | Primož Kozmus Atletika         |                | Petra Majdič Smučarski tek        |                          | ACH Volley Odbojka                                                                                      |
| 2008 |               | Primož Kozmus Atletika         |                | Sara Isakovič Plavanje            |                          | Rok Rozman, Tomaž Pirih, Rok Kolander in Miha Pirih Veslanje (Četverec brez krmarja)                    |
| 2009 |               | Primož Kozmus Atletika         |                | Petra Majdič Smučarski tek        |                          | Slovenska nogometna reprezentanca Nogomet                                                               |
| 2010 |               | Dejan Zavec Boks               |                | Tina Maze Alpsko smučanje         |                          | Slovenska nogometna reprezentanca Nogomet                                                               |
| 2011 |               | Peter Kauzer Kajak-kanu        |                | Tina Maze Alpsko smučanje         |                          | Robert Kranjec, Jernej Damjan, Jurij Tepeš in Peter Prevc Smučarski skoki (Ekipa smučarjev skakalcev)   |
| 2012 |               | Anže Kopitar Hokej             |                | Urška Žolnir Judo                 |                          | Iztok Čop in Luka Špik Veslanje                                                                         |
| 2013 |               | Peter Prevc Smučarski skoki    |                | Tina Maze Alpsko smučanje         |                          | Slovenska hokejska reprezentanca Hokej na ledu                                                          |
| 2014 |               | Peter Prevc Smučarski skoki    |                | Tina Maze Alpsko smučanje         |                          | Slovenska hokejska reprezentanca Hokej na ledu                                                          |
| 2015 |               | Peter Prevc Smučarski skoki    |                | Tina Maze Alpsko smučanje         |                          | Slovenska odbojkarska reprezentanca odbojka                                                             |
| 2016 |               | Peter Prevc Smučarski skoki    |                | Tina Trstenjak Judo               |                          | Slovenska hokejska reprezentanca Hokej na ledu                                                          |
| 2017 |               | Goran Dragić Košarka           |                | Ilka Štuhec Alpsko smučanje       |                          | Slovenska košarkarska reprezentanca Košarka                                                             |
| 2018 |               | Luka Dončić Košarka            |                | Janja Garnbret Plezanje           |                          | Tina Mrak in Veronika Macarol Jadranje                                                                  |
| 2019 |               | Primož Roglič Kolesarjenje     |                | Janja Garnbret Plezanje           |                          | Slovenska odbojkarska reprezentanca Odbojka                                                             |
| 2020 |               | Primož Roglič Kolesarjenje     |                | Anamarija Lampič Smučarski tek    |                          | Slovenska rokometna reprezentanca Rokomet                                                               |
| 2021 |               | Tadej Pogačar Kolesarjenje     |                | Janja Garnbret Plezanje           |                          | Slovenska košarkarska reprezentanca Košarka                                                             |
| 2022 |               | Kristjan Čeh Atletika          |                | Urša Bogataj Smučarski skoki      |                          | Urša Bogataj, Nika Križnar, Timi Zajc in Peter Prevc Smučarski skoki (mešana ekipa smučarjev skakalcev) |
| 2023 |               | Tadej Pogačar Kolesarjenje     |                | Janja Garnbret Plezanje           |                          | Slovenska nogometna reprezentanca Nogomet                                                               |
| 2024 |               | Tadej Pogačar Kolesarjenje     |                | Janja Garnbret Plezanje           |                          | Slovenska nogometna reprezentanca Nogomet                                                               |

### Večkratni športniki leta
| Št. | Športnik (-ica) | Leta                                     |
| --- | --------------- | ---------------------------------------- |
| 7   | Mateja Svet     | 1984, 1985, 1986, 1987, 1988, 1989, 1990 |
| 6   | Nataša Urbančič | 1969, 1970, 1971, 1972, 1973, 1974       |
| 6   | Tina Maze       | 2005, 2010, 2011, 2013, 2014, 2015       |
| 5   | Bojan Križaj    | 1975, 1979, 1980, 1982, 1987             |
| 5   | Borut Petrič    | 1976, 1977, 1978, 1981, 1983             |
| 5   | Brigita Bukovec | 1993, 1995, 1996, 1997, 1998             |
| 5   | Janja Garnbret  | 2018, 2019, 2021, 2023, 2024             |
| 4   | Mima Jaušovec   | 1975, 1976, 1977, 1980                   |
| 4   | Peter Prevc     | 2013, 2014, 2015, 2016                   |
| 3   | Jolanda Čeplak  | 2002, 2003, 2004                         |
| 3   | Petra Majdič    | 2006, 2007, 2009                         |
| 3   | Primož Kozmus   | 2007, 2008, 2009                         |
| 3   | Tadej Pogačar   | 2021, 2023, 2024                         |
| 2   | Miro Cerar      | 1968, 1970                               |
| 2   | Vinko Jelovac   | 1973, 1974                               |
| 2   | Rok Petrovič    | 1985, 1986                               |
| 2   | Rajmond Debevec | 1992, 2000                               |
| 2   | Primož Peterka  | 1997, 1998                               |
| 2   | Primož Roglič   | 2019, 2020                               |

## Ekipa leta
Do vključno leta 2005 je bila podeljena ločena nagrada za ekipi v individualnih in moštvenih športih.

### Ločeni priznanji
| Leto | Ekipa leta v individualnih športih | Ekipa leta v moštvenih športih      |
| ---- | --- | ----------------------------------- |
| 1991 | dvojni dvojec (Iztok Čop in Luka Špik)                                                                                                 | KK Smelt Olimpija                   |
| 1992 | dvojec brez krmarja (Iztok Čop in Denis Žvegelj) in četverec brez krmarja (Jani Klemenčič, Sašo Mirjanič, Milan Janša in Sadik Mujkič) | Slovenska košarkarska reprezentanca |
| 1993 | kanuisti na divjih vodah (Jože Vidmar, Boštjan Žitnik in Simon Hočevar)                                                                | Slovenska rokometna reprezentanca   |
| 1994 | četverec brez krmarja (Jani Klemenčič, Sašo Mirjanič, Milan Janša in Sadik Mujkič)                                                     | KK Smelt Olimpija                   |
| 1995 | kajakaši na divjih vodah (Marjan Štrukelj, Andraž Vehovar in Fedja Marušič)                                                            | KK Ježica                           |
| 1996 | četverec brez krmarja (Jani Klemenčič, Denis Žvegelj, Milan Janša in Sadik Mujkič)                                                     | HK Olimpija Hertz                   |
| 1997 | kanuisti na divjih vodah (Simon Hočevar, Gregor Terdič in Sebastjan Linke)                                                             | KK Union Olimpija                   |
| 1998 | jadralski dvosed razreda 470 (Tomaž Čopi in Mitja Margon)                                                                              | Slovenska hokejska reprezentanca    |
| 1999 | dvojni dvojec (Iztok Čop in Luka Špik)                                                                                                 | Slovenska nogometna reprezentanca   |
| 2000 | dvojni dvojec (Iztok Čop in Luka Špik)                                                                                                 | Slovenska nogometna reprezentanca   |
| 2001 | četverec brez krmarja (Jani Klemenčič, Milan Janša, Matej Prelog in Rok Kolander)                                                      | Slovenska nogometna reprezentanca   |
| 2002 | ekipa smučarskih skakalcev (Primož Peterka, Peter Žonta, Damjan Fras in Robert Kranjec)                                                | Slovenska hokejska reprezentanca    |
| 2003 | jadralna posadka razreda 470 (Vesna Dekleva in Klara Maučec)                                                                           | RK Krim Eta Malizia                 |
| 2004 | dvojni dvojec (Iztok Čop in Luka Špik)                                                                                                 | RK Celje Pivovarna Laško            |
| 2005 | dvojni dvojec (Iztok Čop in Luka Špik)                                                                                                 | Slovenska košarkarska reprezentanca |

## Obetavna športna osebnost
| Leto | Obetavna športna osebnost | Šport       |
| ---- | ------------------------- | ----------- |
| 2014 | Maruša Mišmaš             | atletika    |
| 2015 | Tim Gajser                | motokros    |
| 2016 | Janja Garnbret            | plezanje    |
| 2017 | Luka Dončić               | košarka     |
| 2018 | Tadej Pogačar             | kolesarstvo |
| 2019 | Kaja Juvan                | tenis       |
| 2020 | Kristjan Čeh              | atletika    |
| 2021 | Rok Možič                 | odbojka     |
| 2022 | Pia Babnik                | golf        |
| 2023 | Benjamin Šeško            | nogomet     |
| 2024 | Žiga Lin Hočevar          | kajak-kanu  |